# NOB A 2/4 (Winterthur)
Die Schweizerische Nordostbahn (NOB) beschaffte ab 1895 Schlepptenderdampflokomotiven der Bauart A 2/4 für den Schnellzugsdienst. Von der NOB wurden 25 Lokomotiven bestellt. Weil die SBB weitere 25 Maschinen bestellten, wurden schlussendlich 50 baugleiche Lokomotiven dieser Bauart von der SLM geliefert. Die Lokomotive Nummer 116 wurde an der Weltausstellung 1900 in Paris gezeigt.

## Technisches
Es handelte sich um eine Zweizylinder-Verbundmaschine. Sie besass als einzige Maschine bei der NOB ein Innentriebwerk, von dem man sich eine höhere Laufruhe versprach. Die Entwicklung konnte auf die Erfahrungen zurückgreifen, die man bei der JS A 2/4 (1892) und SCB A 2/4 (1897) sowie der eigenen B 3/4 (1892) gemacht hatte. Man entschied, dass wie bei der JS ein Zweizylindertriebwerk ausreichend sein würde und verzichtete im Gegensatz zur SCB auf ein Vierlingstriebwerk.
Der Kessel lag 2430 mm über der Schienenoberkante. Die ersten 40 Lokomotiven besassen keinen Dampfdom, sondern ein Dampfsammelrohr. Die Kessel der Nummern 191–200 hingegen waren ein wenig anders aufgebaut. Sie erhielten einen Dampfdom und normale SBB-Schieberregulatoren. Auf dem Hinterkessel war das Sicherheitsventil montiert. Die ersten Maschinen erhielten ein Ramsbottom-Sicherheitsventil, ab der 181 wurde stattdessen ein Popp-Sicherheitsventil montiert. Der Schieberregulator, welcher sich in der Rauchkammer befand, konnte von der Kesselrückwand über einen versetzten Hebel betätigt werden. In der Rauchkammer waren auch die Einström- und Überströmrohre eingebaut, was ihre Länge von 1400 mm erklärt. Die letzten 25 Lokomotiven, die bereits von den SBB bestellt wurden, waren mit einem Kipprost ausgerüstet.
Der Innenrahmen war 25 mm stark und musste im Bereich der Zylinder je 65 mm auseinandergezogen werden, da der Kesseldruck von 13 atm bei der gewünschten Leistung keine kleineren Zylinder zuliess. Kleinere Zylinder hätten einen höheren Kesseldruck von 15 bis 16 atm erfordert, worauf sich die NOB aber nicht einlassen wollte.

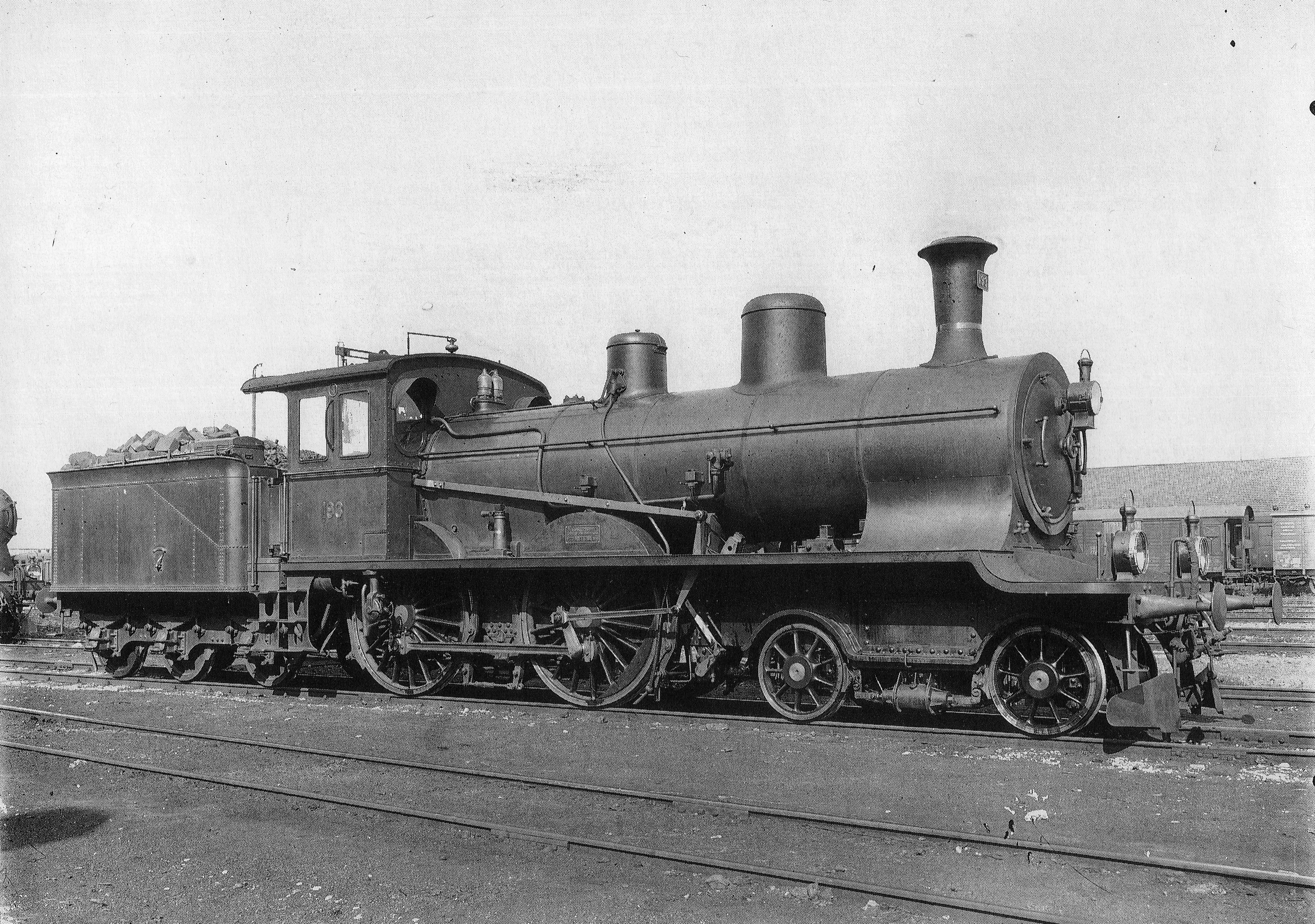
Nach den Plänen der NOB im Jahr 1906 gebaute Schnellzuglocomotive A 2/4 Nr. 193 der SBB

Die Blattfedern der Antriebsachsen waren unter den Achslagern aufgehängt und stützen sich auf Evolutfedern ab. Sie waren innen miteinander mit Längshebel verbunden. Die Achsen des Drehgestells besassen unabhängige Blattfedern über den Achslagern. Das Drehgestell mit 2200 mm Achsstand war seitlich verschiebbar. Es wurde mit Hilfe zweier gegengespannter Blattfedern in die Mittellage gedrückt.
Die Zylinder waren in einem Verhältnis 1:35 geneigt. Die Triebstangen waren mit der ersten gekröpften Kuppelachse verbunden. Die Kolbenstangen wurden nach vorne durchgeführt. Die Kuppelstangen wirkten aussen jeweils um 180° zu inneren Triebstange versetzt. Die Walschaerts-Steuerung lag zwar innen, wurde aber von Gegenkurbeln, die aussen auf den Kurbelzapfen angebracht waren, angetrieben. Die Übertragung der Bewegung erfolgte über Querwellen. Die Dampfzuführung zu den Trickkanal-Flachschiebern erfolgt über die Aussenkante. Wenn die Steuerungen in Vorwärtsstellung eingelegt waren, lagen die Schwingensteine oben. Eine Anfahrhilfe nach dem Prinzip Von-Bories-Winterthur erlaubte bei ungünstiger Kurbelstellung, dass auch der Niederdruckzylinder zusammen mit dem Hochdruckzylinder Dampf aus dem Kessel bekam.
Auch die dreiachsigen Schlepptender mit Aussenrahmen unterschieden sich leicht. So wurde ab der Nr. 176 der Wasserbehälter von 12 m³ auf 13,8 m³ vergrössert und bei den letzten 10 Maschinen erneut verändert.
Die Westinghouse-Bremse wirkte mit acht Bremssohlen auf die Kuppelachsen, bei den letzten 10 Stück zusätzlich auf die Achsen des Drehgestells. Dazu kamen noch die 12 Bremssohlen des Tenders zum Einsatz, auf die die Westinghouse- und die Spindelhandbremse wirkte.
Der Geschwindigkeitsmesser war nach Bauart Klose. Daneben besassen alle Maschinen eine Einrichtung für die Dampfheizung der Personenwagen.
| Serie | NOB 1895–1902 | SBB ab 1902 | Fabrik Nummer | Baujahr | Hersteller | Ausrangiert | Bemerkungen                               |
| ----- | ------------- | ----------- | ------------- | ------- | ---------- | ----------- | ----------------------------------------- |
| A 2/4 | 101– 103      | 151         | 1154– 1156    | 1898    | SLM        | 1917        |                                           |
| A 2/4 | 104– 112      | 154– 162    | 1157– 1165    | 1899    | SLM        | 1925        | (156, 157; † 1917) (158, 160–162; † 1924) |
| A 2/4 | 113– 116      | 163– –166   | 1263– 1266    | 1900    | SLM        | 1925        |                                           |
| A 2/4 | 117– 120      | 167– 170    | 1365– 1369    | 1901    | SLM        | 1925        | (168; † 1917) (170; † 1924)               |
| A 2/4 | 121–1251      | 171– 175    | 1432– 1436    | 1902    | SLM        | 1925        | (174; † 1924)                             |
| A 2/4 | –             | 176– 180    | 1505– 1509    | 1903    | SLM        | 1925        |                                           |
| A 2/4 | –             | 181– 190    | 1551– 1560    | 1904    | SLM        | 1925        | (188; † 1924)                             |
| A 2/4 | –             | 191– 200    | 1715– 1724    | 1906    | SLM        | 1925        | (193, 199; † 1924)                        |

1 Von der NOB bestellt, aber an SBB ausgeliefert.

## Betriebliches
Unter Leitung der SBB waren die Nummern 151–162 und 191–200 dem Kreis IV und der Werkstätte Rorschach zum Unterhalt zugeteilt, die übrigen Lokomotiven dem Kreis III und der Werkstätte Zürich.
Die übliche Belastung in der Ebene war 300–600 Tonnen, auf 12 Promille Steigung 200–240 Tonnen. Sie galt als die wirtschaftlichere Lokomotive der drei A-2/4-Bauarten bei den SBB.